# Первазово насеље
Первазово насеље је део Новог Сада. Ово насеље се некада налазило на периферији града, код Алмашког гробља, с леве стране. Обухвата четири улице: прва, Војислава Илића има само један ред кућа, друга улица носи име народног хероја Станка Пауновића и чине је два реда кућа, док је трећа улица Ђорђа Дере и четврта Русинска остала са једним редом, пошто је други ред срушен када се градила железничка пруга.
Насеље је почео градити грађевински предузимач Јован Перваз Јоца. Он је 1935. године откупио земљиште од града, испарцелисао и продавао плацеве занатлијама, радницима и нижим чиновницима, или је градио куће да би их издавао. Ту су грађене приземне куће, које данас имају струју, воду и канализацију, а улице су делимично асфалтиране. Временом су те приземне породичне куће легализоване.